# Massigui
 (avril 2025).
Massigui est une localité et une commune rurale du Mali, chef-lieu du cercle de Massigui dans la région de Dioïla.

## Villages
La commune s'étend sur 47 localités relevées lors du recensement général de 2009. 
Les villages les plus peuplés sont :
- Massigui (6 386 habitants) ;
- Bolé (4 897 habitants) ;
- Togo (2 345 habitants).